# Непли
Не́пли (бел. Нэплі) — деревня в Брестском районе Брестской области Белоруссии. Расположена в 13,5 км по автодорогам к северо-западу от центра Бреста, в 6,5 км от железнодорожной станции Скоки. Входит в состав Клейниковского сельсовета.

## История
В письменных источниках упоминается с XVI века как имение в Брестском повяте Трокского воеводства ВКЛ: король Сигизмунд I утвердил это имение за Львом Боговитиновичем. С 1566 года — в Берестейском воеводстве.
С 1769 года — владение Немцевичей. После Третьего раздела Речи Посполитой — в составе Российской империи, с 1801 года — в Гродненской губернии. С 1868 года имением владел господин Пусловский.
В 1890 году — центр Неплинского сельского общества, к которому относилась 171 десятина земли, принадлежала барону Таубе. Работала школа грамоты.
В 1905 году — деревня Мотыкальской волости Брестского уезда Гродненской губернии.
После Рижского мирного договора 1921 года — в составе гмины Мотыкалы Брестского повята Полесского воеводства Польши, 38 дворов. Крестьяне не могли выплатить налоги на землю, и в 1931 году было описано имущество 37 хозяйств.
С 1939 года — в составе БССР. После войны деревня перенесена подальше от границы.